# سترویکووتسه
سترویکووتسه (به صربی: Strojkovce) یک منطقهٔ مسکونی در صربستان است که در لسکواس واقع شده‌است. سترویکووتسه ۹٫۶۲ کیلومتر مربع مساحت و ۱٬۲۳۳ نفر جمعیت دارد و ۳۰۵ متر بالاتر از سطح دریا واقع شده‌است.